# Strobilomyces
Strobilomyces es un género de hongo boleto que posee una masa esponjosa de poros en la cara inferior de su sombrero. La única especie europea bien conocida  es la especie tipo S. strobilaceus (también llamada S. floccopus).
Los miembros del género se pueden distinguir por las siguientes características:
- el sombrero y estipe están cubiertos de escamas suaves peludas o lanosas,
- mientras que la mayoría de los boletos tienen esporas alargadas y lisas, las de Strobilomyces son más o menos esféricas y prominentemente ornamentadas, y
- como podría esperarse de su apariencia fibrosa "seca", es resistente a la descomposición (mientras que la mayoría de los hongos en Boletaceae) son suaves y se descomponen notoriamente rápido).

## Lista de especies
- Strobilomyces alpinus — provincia de Yunnan, China
- Strobilomyces annulatus — Malasia
- Strobilomyces areolatus — China
- Strobilomyces atrosquamosus — China
- Strobilomyces benoisii
- Strobilomyces camphoratus
- Strobilomyces coccineus
- Strobilomyces confusus — Este de Asia, América del Norte[1] (comestible)[2]
- Strobilomyces dryophilus — (Estados Unidos)
- Strobilomyces echinatus
- Strobilomyces echinocephalus — China[3]
- Strobilomyces excavatus
- Strobilomyces foveatus — (Malasia)
- Strobilomyces fusisporus
- Strobilomyces giganteus — provincia Sichuan, China
- Strobilomyces gilbertianus — República Democrática del Congo
- Strobilomyces glabellus — Provincia de Yunnan, China
- Strobilomyces glabriceps — China[4]
- Strobilomyces hongoi — Japón
- Strobilomyces hydriensis
- Strobilomyces latirimosus — Provincia de Guangxi, China
- Strobilomyces ligulatus
- Strobilomyces mirandus — Malasia
- Strobilomyces mollis — Malasia
- Strobilomyces nigricans — Este de Asia, América del Norte[1]
- Strobilomyces pallescens
- Strobilomyces parvirimosus — Provincia de Yunnan, China
- Strobilomyces polypyramis — Malasia
- Strobilomyces porphyrius
- Strobilomyces retisporus
- Strobilomyces rufescens
- Strobilomyces sanmingensis — China
- Strobilomyces seminudus — Japón, China[5]
- Strobilomyces strobilaceus = S. floccopus — Asia, América del Norte, Europa
- Strobilomyces subnigricans — Provincia de Hubei, China
- Strobilomyces subnudus — Provincia de Jiangsu, China
- Strobilomyces velutinus — Provincia de Yunnan, China
- Strobilomyces velutipes — Australia, Malasia
- Strobilomyces verruculosus – Japón
- Strobilomyces zangii — China